# Trichinella spiralis
Trichinella spiralis ist ein Fadenwurm und in Mitteleuropa der bedeutendste Vertreter der Trichinen. Er kommt weltweit vor, in tropischen Gebieten hat er aber keine große Bedeutung. T. spiralis verursacht die Trichinellose, die in Mitteleuropa wegen der Trichinenuntersuchungen mittlerweile aber nur noch selten ist. Prinzipiell sind alle Säugetiere empfänglich, natürliche Infektionen sind aber bei Fleisch- und Allesfressern wie dem Fuchs und dem Schwein am wahrscheinlichsten. In Mitteleuropa gilt der Rotfuchs als das wichtigste Reservoir des Erregers. In Deutschland und in der Schweiz ist die Infektion beim Menschen meldepflichtig.

## Merkmale
Adulte Männchen von T. spiralis sind 1,4 bis 1,6 mm lang, haben kein Spiculum und tragen zwei kleine Höcker über der Kloake. Weibchen sind 3 bis 4 mm lang, die Vulva liegt in etwa in der Region der Ösophagusmitte. Der Anus liegt am Ende des Wurms.

## Entwicklungszyklus
T. spiralis ist getrenntgeschlechtlich. Nach der Befruchtung setzen die Weibchen für fünf Tage lebende Larven frei, die über Lymphgefäße und dann über den Blutkreislauf des Wirts in verschiedene Organe gelangen. In der Skelettmuskulatur kapseln sie (die sogenannten Muskeltrichinen) sich ab und bleiben bis zu 30 Jahre infektiös, bis sie verkalken und absterben. Die Ansteckung erfolgt durch Aufnahme von larvenhaltigem Fleisch, wobei die Larven im Dünndarm freigesetzt werden, sich in die Darmschleimhaut einbohren und sich binnen zwei Tagen zu den Adulten weiterentwickeln. Im Dünndarm findet wiederum die Befruchtung statt, und fünf Tage nach der Infektion gebären die Weibchen Larven, womit der Zyklus erneut beginnt. Die Darmphase von Trichinen ist stark vom Wirt abhängig. Sie dauert beim Haushund etwa eine Woche, beim Menschen dagegen drei oder vier Monate.

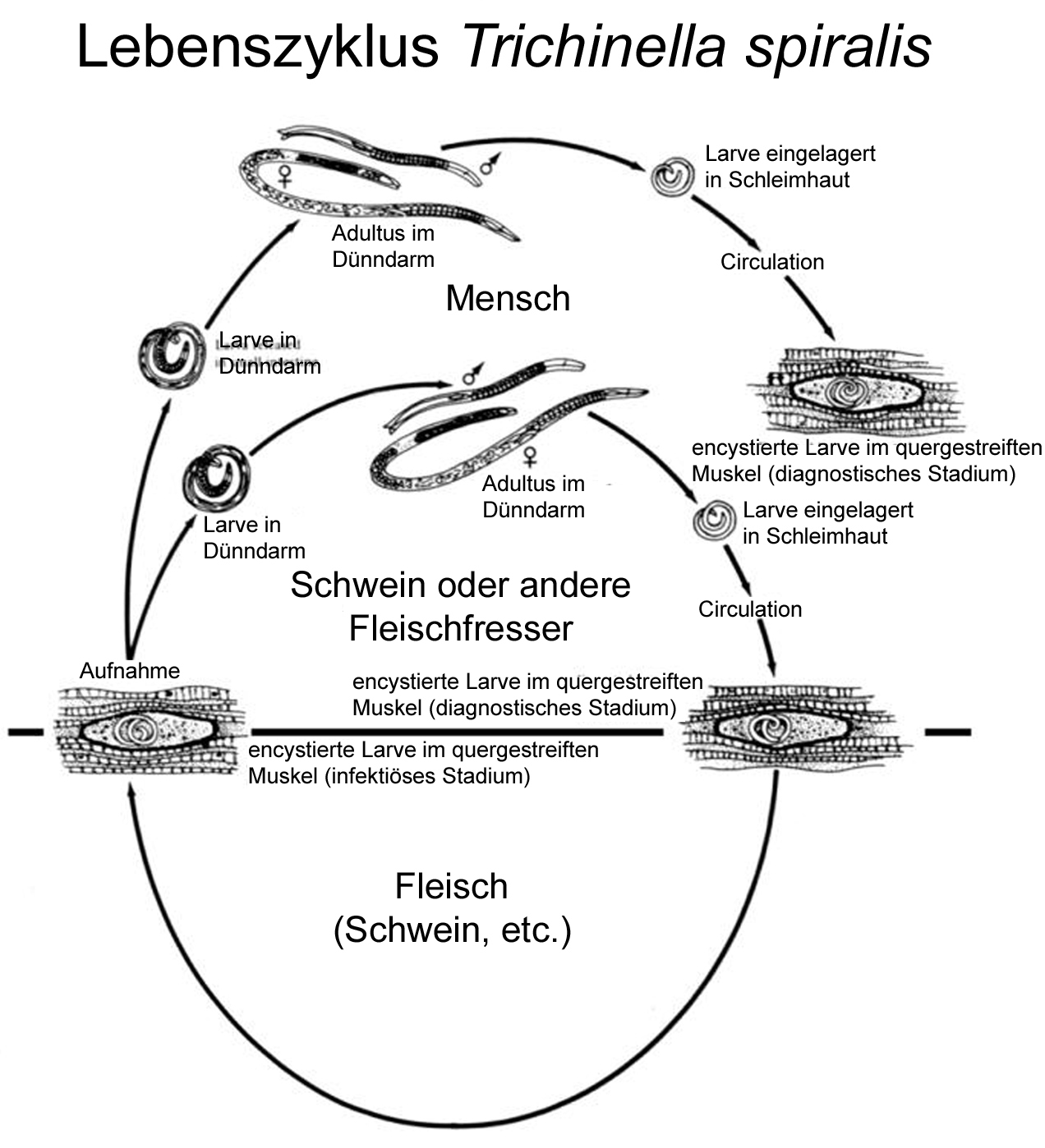
Lebenszyklus von Trichinella spiralis
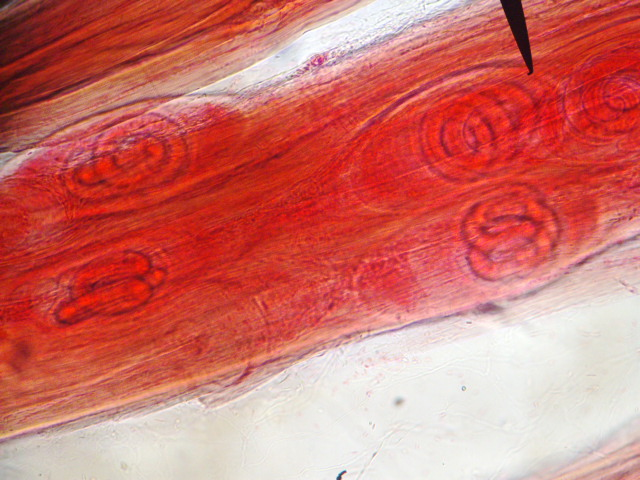
Abgekapselte Larven im Zwerchfell eines Schweins

## Behandlung
Behandlungsbedürftige Infektionen mit dem Fadenwurm Trichinella spiralis werden mit Albendazol oder Mebendazol therapiert.
Bei schweren Infektionen werden ggf. Glukokortikoide hinzugegeben.

## Meldepflicht
In Deutschland ist der direkte oder indirekte Nachweis von Trichinella spiralis namentlich meldepflichtig nach § 7 des Infektionsschutzgesetzes (IfSG), soweit der Nachweis auf eine akute Infektion hinweist. Die Meldepflicht betrifft in erster Linie die Leitungen von Laboren (§ 8 IfSG).
In der Schweiz ist der positive laboranalytische Befund zu Trichinella spiralis für Laboratorien meldepflichtig und zwar nach dem Epidemiengesetz (EpG) in Verbindung mit der Epidemienverordnung und Anhang 3 der Verordnung des EDI über die Meldung von Beobachtungen übertragbarer Krankheiten des Menschen.